# 金時学
金 時学（キム・シハク、朝鮮語: 김시학、1932年8月22日 - ）は、朝鮮民主主義人民共和国の政治家。金日成高級党学校校長、朝鮮労働党組織指導部副部長、開城市党責任書記、朝鮮労働党中央委員会委員、朝鮮社会主義労働青年同盟委員長などを歴任した。金正日総書記の「最長寿の側近」と呼ばれた。国土環境保護相の金京準は息子。

## 経歴
1932年に日本統治下の平安南道平壌府で生まれた。万景台革命学院・金日成総合大学を卒業し、チェコ工科大学に留学した。1956年に朝鮮作家同盟外国文学科委員に就任。1970年11月に朝鮮労働党中央委員会委員・党部長に選出され、朝鮮社会主義労働青年同盟(現金日成・金正日主義青年同盟)委員長に就任した。1972年12月に最高人民会議第5期代議員に選出され、朝鮮中央放送委員会委員長に就任した。1974年に朝鮮アルゼンチン親善協会委員長、1975年に朝鮮トーゴ親善協会委員会に就任した。同年11月に朝鮮記者同盟中央委員会副委員長に就任した。1980年に党中央委員会委員に選出され、党部長に就いた。1981年には党青少年事業部長兼三大革命小組部長に就任し、三大革命赤旗獲得運動を推進した。1982年に金日成勲章を受賞した。1992年に朝鮮労働党組織指導部副部長に就任し、金正日総書記の執権後は側近として仕えたが、組織指導部の「権威」に挑戦したとして、1998年に開城市党責任書記に追いやられた。2004年に金正日への「忠誠心」が確認されたとして朝鮮労働党の幹部養成機関である金日成高級党学校の校長に就任し、中央に復帰した。2009年に最高人民会議第12期代議員に選出され、資格審査委員会委員に就いた。2010年3月に党学校校長を解任され、同年9月28日に開催された朝鮮労働党第3回党代表者会で、中央委員会委員に選出されず退任した。
2018年に開催された第5回全国老兵大会、2020年に開催された第6回全国老兵大会に参戦老兵として参加した。

## 家族
国土環境保護相の金京準は息子で、時学が金日成総合大学生物学部に入学させたという。

## 参考サイト
북한정보포털